# Liste des conseillers départementaux des Alpes-de-Haute-Provence
Pour un article plus général, voir Conseil départemental des Alpes-de-Haute-Provence.

## Composition du conseil départemental desAlpes-de-Haute-Provence, 30 sièges (2021-2027)
| Présidente du Conseil départemental  |       |       |      |                      |
| Éliane Barreille (LR)                |       |       |      |                      |
| Parti                                | Sigle | Sigle | Élus | Groupes              |
| Majorité (20 sièges)                 |       |       |      |                      |
| Les Républicains                     |       | LR    | 19   | Avenir 04            |
| Union des démocrates et indépendants |       | UDI   | 1    | Avenir 04            |
| Minorité (2 sièges)                  |       |       |      |                      |
| La République en marche              |       | LREM  | 1    | Nouvel horizon 04    |
| Divers centre                        |       | DVC   | 1    | Nouvel horizon 04    |
| Opposition (8 sièges)                |       |       |      |                      |
| Divers gauche                        |       | DVG   | 4    | Opposition de Gauche |
| Parti socialiste                     |       | PS    | 3    | Opposition de Gauche |
| Parti communiste français            |       | PCF   | 1    | Opposition de Gauche |

## Liste des conseillers départementaux desAlpes-de-Haute-Provence(2015-2021)
| Canton                            | Conseiller départemental     | Parti | Parti   | Qualité |
| --------------------------------- | ---------------------------- | ----- | ------- | --- |
| Arrondissement de Barcelonnette   |                              |       |         | |
| Barcelonnette                     | Sophie Vaginay-Ricourt       |       | DVD     | Maire de Barcelonnette (2020-) |
| Barcelonnette                     | Roger Masse                  |       | DVD     | Maire de La Bréole (1989-) |
| Arrondissement de Castellane      |                              |       |         | |
| Castellane                        | Alberte Vallée               |       | LREM    | Conseillère municipal à Allos |
| Castellane                        | Gilbert Sauvan (2015-2017)   |       | PS→LREM | Président du Conseil départemental (2015-2017) Député de la Première circonscription des Alpes-de-Haute-Provence (2012-2017)                                   |
| Castellane                        | Thierry Collomp (2017-2021)  |       | PS      | Maire de Saint-Julien-du-Verdon (2003-) |
| Arrondissement de Digne-les-Bains |                              |       |         | |
| Digne-les-Bains-1                 | Geneviève Primiterra         |       | PS      | Adjointe au Maire de Digne-les-Bains (2014-) |
| Digne-les-Bains-1                 | René Massette                |       | PS      | Président du SYDEVOM 04 Président de la FDCE 04 Président du conseil départemental (2017-)                                                                     |
| Digne-les-Bains-2                 | Patricia Granet              |       | LREM    | Maire de Digne-les-Bains (2014-) Présidente de la Communauté de communes Asse Bléone Verdon (2014-)                                                            |
| Digne-les-Bains-2                 | Serge Carel                  |       | LREM    | Maire de Mirabeau (2008-) Vice-président de la Communauté de communes des Duyes et Bléone                                                                      |
| Oraison*                          | Guylaine Lefebvre            |       | DVD     | Conseillère municipale à Villeneuve |
| Oraison*                          | Serge Sardella               |       | DVD     | |
| Riez                              | Delphine Bagarry             |       | PS      | Médecin généraliste à Riez |
| Riez                              | André Laurens (2015-2019)    |       | PS      | |
| Riez                              | Bernard Molling (2019-2021)  |       | PS      | |
| Seyne*                            | Évelyne Faure                |       | LREM    | |
| Seyne*                            | Jean-Yves Roux               |       | MR      | Sénateur des Alpes-de-Haute-Provence (2014-) |
| Valensole                         | Nathalie Ponce-Gassier       |       | PS      | |
| Valensole                         | Jean-Christophe Petrigny     |       | PS      | Ancien maire de Saint-Martin-de-Brômes (2007-2020) puis 1er adjoint (2020-) Président de la Communauté d'agglomération Durance Luberon Verdon (2020-)          |
| Arrondissement de Forcalquier     |                              |       |         | |
| Château-Arnoux-Saint-Auban        | Sandrine Cosserat            |       | LREM    | Maire de Volonne (2014-) Vice-présidente de la Communauté de communes de la Moyenne Durance (2014-)                                                            |
| Château-Arnoux-Saint-Auban        | Claude Fiaert                |       | LREM    | Maire de L'Escale (2008-) Vice-président de la Communauté de communes de la Moyenne Durance (2014-)                                                            |
| Forcalquier                       | Sophie Balasse               |       | LREM    | Ancienne ajointe au maire de Forcalquier (2014-2020) |
| Forcalquier                       | Khaled Benferhat             |       | DVG     | Ancien maire de Saint-Étienne-les-Orgues (2014-2020) Ancien vice-président de la Communauté de communes du pays de Forcalquier et montagne de Lure (2014-2020) |
| Manosque-1                        | Stéphanie Colombero          |       | LR      | Ergothérapeute à Pierrevert |
| Manosque-1                        | Jacques Brès                 |       | UDI     | Ancien conseiller municipal de Manosque (2001-2020) |
| Manosque-2                        | Emmanuelle Fontaine-Domeizel |       | LREM    | Infirmière à Volx |
| Manosque-2                        | Roland Aubert (2015-2017)    |       | PS      | 2e Vice-président du Conseil départemental, délégué à l'économie, l'emploi, le tourisme et les ressources humaines                                             |
| Manosque-2                        | Jérôme Dubois (2017-)        |       | PS      | |
| Manosque-3                        | Clotilde Berki               |       | UDI     | Ancienne conseillère municipal de Manosque (2014-2020) |
| Manosque-3                        | Jean-Claude Castel           |       | LR      | Maire de Corbières (2008-) Vice-président de la Communauté d'agglomération Durance Luberon Verdon (2014-)                                                      |
| Oraison*                          | Guylaine Lefebvre            |       | DVD     | Conseillère municipale à Villeneuve |
| Oraison*                          | Serge Sardella               |       | DVD     | |
| Reillanne                         | Brigitte Reynaud             |       | DVG     | Ancienne maire de Revest-des-Brousses Présidente de la Communauté de communes du Pays de Banon                                                                 |
| Reillanne                         | Pierre Pourcin               |       | PS      | Maire de Villemus (1989-) Vice-président de la Communauté de communes de Haute-Provence                                                                        |
| Sisteron                          | Isabelle Morineaud           |       | LR      | |
| Sisteron                          | Robert Gay                   |       | LR      | Maire de Mison (1985-) |
| Seyne*                            | Évelyne Faure                |       | LREM    | |
| Seyne*                            | Jean-Yves Roux               |       | LREM-MR | Sénateur des Alpes-de-Haute-Provence (2014-) |

*Cantons sur deux arrondissements